# The Very Best of Enya
The Very Best of Enya é o segundo álbum de grandes sucessos da cantora, compositora e musicista irlandesa Enya, lançado em 23 de novembro de 2009 pela Warner Bros. Records.
Depois de promover seu álbum de estúdio anterior And Winter Came... (2008), a gravadora Warner Music pediu a Enya que lançasse uma nova compilação, contendo as canções favoritas de sua carreira, e ela escolheu uma seleção com seus colaboradores de longa data, o produtor e arranjador Nicky Ryan, e sua esposa, a letrista Roma Ryan.
O álbum recebeu principalmente críticas positivas dos críticos musicais, e alcançou a posição de número 32 na parada britânica UK Albums Chart, e a posição de número 55 na parda Billboard 200 nos Estados Unidos. The Very Best of Enya passou um total de 56 semanas na posição número um na parada Billboard New Age Albums. Diferentemente do que aconteceu com seus lançamentos anteriores, Enya não promoveu o álbum com entrevistas, participações ou apresentações ao vivo.

## Lista de faixas
| The Very Best of Enya – Edição padrão |                                                 |                                                                                       |         |  |
| N.º                                   | Título                                          | Do álbum                                                                              | Duração |  |
| 1.                                    | "Orinoco Flow"                                  | Watermark                                                                             | 4:28    |  |
| 2.                                    | "Aníron" (I Desire) (theme for Aragorn & Arwen) | The Lord of the Rings: The Fellowship of the Ring: Original Motion Picture Soundtrack | 2:44    |  |
| 3.                                    | "Storms in Africa"                              | Watermark                                                                             | 4:04    |  |
| 4.                                    | "Caribbean Blue"                                | Shepherd Moons                                                                        | 3:58    |  |
| 5.                                    | "Book of Days"                                  | Shepherd Moons                                                                        | 2:56    |  |
| 6.                                    | "The Celts"                                     | Enya                                                                                  | 2:56    |  |
| 7.                                    | "Only Time"                                     | A Day Without Rain                                                                    | 3:38    |  |
| 8.                                    | "Wild Child"                                    | A Day Without Rain                                                                    | 3:47    |  |
| 9.                                    | "Water Shows the Hidden Heart""                 | Amarantine                                                                            | 4:40    |  |
| 10.                                   | "Anywhere Is"                                   | The Memory of Trees                                                                   | 3:58    |  |
| 11.                                   | "Cursum Perficio"                               | Watermark                                                                             | 4:09    |  |
| 12.                                   | "Amarantine"                                    | Amarantine                                                                            | 3:11    |  |
| 13.                                   | "Aldebaran"                                     | Enya                                                                                  | 3:08    |  |
| 14.                                   | "Trains and Winter Rains"                       | And Winter Came...                                                                    | 3:43    |  |
| 15.                                   | "Watermark"                                     | Watermark                                                                             | 2:25    |  |
| 16.                                   | "Boadicea"                                      | Enya                                                                                  | 3:31    |  |
| 17.                                   | "A Day Without Rain"                            | A Day Without Rain                                                                    | 2:36    |  |
| 18.                                   | "May It Be"                                     | The Lord of the Rings: The Fellowship of the Ring: Original Motion Picture Soundtrack | 3:32    |  |
| Duração total:                        | Duração total:                                  | Duração total:                                                                        | 63:17   |  |

### Edição Deluxe
Esta versão será lançada em um CD / DVD Deluxe Edition Digipak.